# 伊藤章
伊藤 章（いとう あきら、1948年2月3日 - ）は、日本のアメリカ文学者、北海道大学名誉教授。福島県生まれ、北海道育ち。1970年北海道教育大学釧路分校英語科卒業、1975年北海道大学大学院文学研究科博士課程単位取得満期退学。1975年北海道大学文学部助手。1977年北海道大学文学部専任講師。1979年北海道大学文学部助教授。1984年北海道大学言語文化部助教授。1995年同教授を経て、2007年度から北星学園大学文学部教授（2018年退職）。専門は、アメリカ演劇、ニューヨークとロサンゼルスの都市小説、アジア系をはじめとするエスニック文学。

## 著書
- 『ポストモダン都市ニューヨーク　グローバリゼーション・情報化・世界都市』（松柏社、2001年）
- 『エトノスとトポスで読むアメリカ文学』（英宝社、2012年）
- 『アメリカ演劇とその伝統』（英宝社、2017年）

## 共著
- 『モダン都市と文学』（筑和正格編、洋泉社、1994年）
- 『主題と方法　イギリスとアメリカの文学を読む』（平善介編、北海道大学図書刊行会、1994年）
- 『アメリカ文学ミレニアム』（国重純二編、南雲堂、2001年）
- 『概説アメリカ文化史』（笹田直人他編、ミネルヴァ書房、2002年）
- 『木と水と空と　エスニックの地平から』（松本昇他編、金星堂、2007年）
- 『高校生はこれを読め！』（「高校生はこれを読め！」編集委員会編、北海道新聞社、2010年）

## 主要論文
- 「O'Neill劇とユートピア」『アメリカ文学研究』第12号（1976年）22－35頁
- 「伝記的研究の復権」『英語青年』第134巻第5号（1988年）14－16頁
- 「文学研究と伝記的資料　Eugene O'Neillの場合」『アメリカ文学研究』第25号（1989年）1－16頁

## 注
1. ↑  『北海道人物・人材情報リスト　2004　あーお』（日外アソシエーツ、2004年）ｐ１９４
2. ↑  以上につきマイポータル